# V467 Возничего
V467 Возничего (лат. V467 Aurigae) — одиночная переменная звезда в созвездии Возничего на расстоянии (вычисленном из значения параллакса) приблизительно 4946 световых лет (около 1517 парсеков) от Солнца. Видимая звёздная величина звезды — от +11,5m до +10,3m.

## Характеристики
V467 Возничего — красная пульсирующая медленная неправильная переменная звезда (LB) спектрального класса M. Эффективная температура — около 3297 K.